# 대한민국 형사소송법 제197조
대한민국 형사소송법 제319조는 특별사법경찰관리에 대한 형사소송법의 조문이다.

## 조문
제197조(특별사법경찰관리)삼림, 해사, 전매, 세무, 군수사기관 기타 특별한 사항에 관하여 사법경찰관리의 직무를 행할 자와 그 직무의 범위는 법률로써 정한다.

第197條(特別司法警察官吏)森林, 海事, 專賣, 稅務, 軍搜査機關 其他 特別한 事項에 關하여 司法警察官吏의 職務를 行할 者와 그 職務의 範圍는 法律로써 定한다.

## 참고 문헌
- 손동권 신이철, 새로운 형사소송법(초판, 2013), 세창, 2013. ISBN 9788984114081

## 같이 보기
- 사법경찰관리